# Adiszi (wieś)
Adiszi – wieś w Gruzji, w regionie Megrelia-Górna Swanetia, w gminie Mestia. W 2014 roku liczyła 44 mieszkańców.